# Afrička cibetka
Afrička cibetka je vrsta cibetke koja je rasprostranjena u tropskim dijelovima Afrike. U odnosu na mnoge druge vrste cibetki, koje nalikuju mačkama, afrčika cibetka nalikuje manjem psu. Boja njezinog krzna varira, ali obično im je tijelo prošarano crnim pjegama dok su joj noge, vrat i rep prugasti. Iznad očiju krzno joj je bijela i nalikuje na "masku" rakuna, a crna dlaka ispod očiju i oko njuške nalikuje brnjici. Kao i sve vrste cibetki, pomoću žlijezdi afrička cibetka luči tvar poznata pod imenom civeton (koji se koristi u industrijama koje proizvode parfeme), čime ona obilježava svoj teritorij.
Afrička cibetka rasprostranjena je u Subsaharskoj Africi (ne uključujući Somaliju), a mnogo njih rasprostranjeno je i u Bocvani, Namibiji i u Južnoafričkoj Republici. Živi u šumama, uglavnom u kišnim ili u djelomično šumskim područjima, daleko od čagljeva i područja gdje može biti ubijena.
Svejed je i najčešće se hrani malim kralježnjacima, beskralježnjacima, jajima, strvinom i povrćem. Također se hrani i otrovnim beskralježnjacima, zmijama, pa čak i mungosima.

## Vanjske poveznice
|  | Zajednički poslužitelj ima još gradiva o temi Afrička cibetka |
|  | Wikivrste imaju podatke o taksonu Civettictis civetta         |